# У Чжэнь

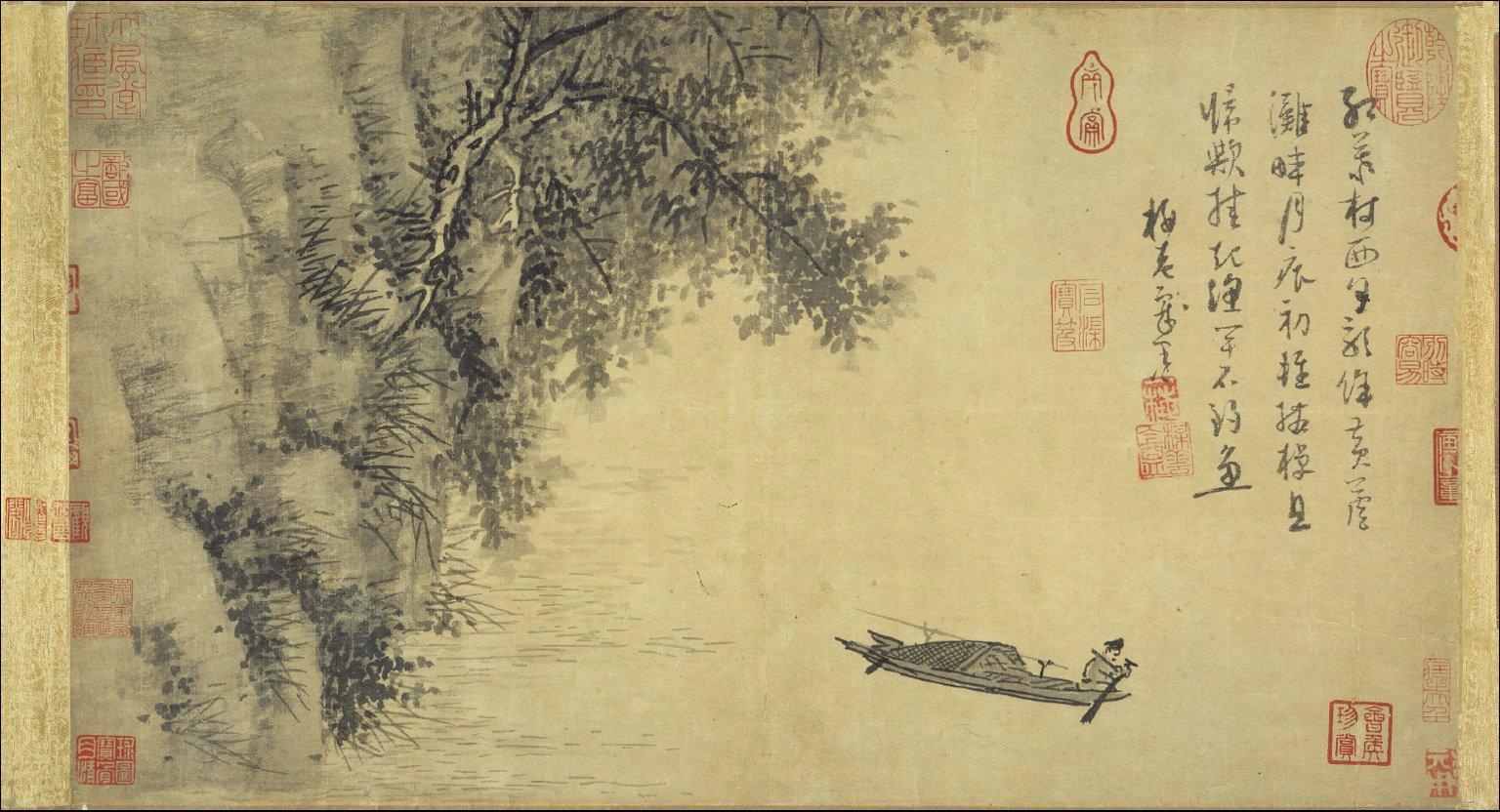
У Чжэнь. Рыбак. ок. 1350 г. Музей Метрополитен, Нью-Йорк.

У Чжэнь (кит. трад. 吳鎮, упр. 吴镇, пиньинь Wú Zhèn; род. 1280 — ум. 1354) — китайский художник эпохи Юань.
У Чжэнь входит в группу «Четырёх выдающихся мастеров эпохи Юань» наряду с Хуан Гунваном, Ни Цзанем, и Ван Мэном. Ранее вместо него в четвёрку входил Чжао Мэнфу, однако минский теоретик и критик Дун Цичан своим авторитетным мнением изменил состав.

## Биография
Художник родился в 1280 году в местечке Вэйтан уезда Цзясин (на территории современного уезда Цзяшань городского округа Цзясин провинции Чжэцзян) — там прошла большая часть его жизни и находится его могила. Никаких сведений о его родителях не сохранилось, однако известно, что в молодые годы У Чжэня увлекала патетика героических и мужественных образов из литературы и истории. Он специально изучал военное искусство и фехтование на мечах.
Затем вместе со старшим братом Юаньчжаном он отправляется на земли современной провинции Цзянсу и становится учеником известного в то время философа Лю Тяньцзи, под руководством которого постигает неоконфуцианское учение (лисюэ). Идеи неоконфуцианства о мировом равновесии и всеобщей взаимосвязи вещей, развивающие натурфилософские положения классической «Книги Перемен» (Ицзин) и взаимодействующие со многими мыслями и образами даосизма и буддизма, оказали решающее влияние на формирование личности будущего художника. Покончив с учёбой У Чжэнь возвращается в родной Вэйтан и вступает на стезю жизни «учёного в изгнании» (иньши), открытого подлинному и прекрасному и отвернувшегося от суетного и вульгарного. В отличие от Хуан Гунвана, он никогда не поступал на службу.
Подчёркивая свою внутреннюю созвучность прославленному поэту сунской эпохи Линь Хэцзину, певцу дикой сливы-мэй и вольной жизни эстета-отшельника, У Чжэнь подчиняет свою жизнь «утончённому» и «возвышенному». Скромные постройки вокруг его дома получают названия: «Тростниковый дворец, открытый весенним волнам», «Крыша, под которой смеются над вульгарностью и пошлостью», «Хижина утончённой духовности, затонувшая среди каштанов». Примечательно, что последнее название шло от единственного каштана, который рос рядом с домом художника.

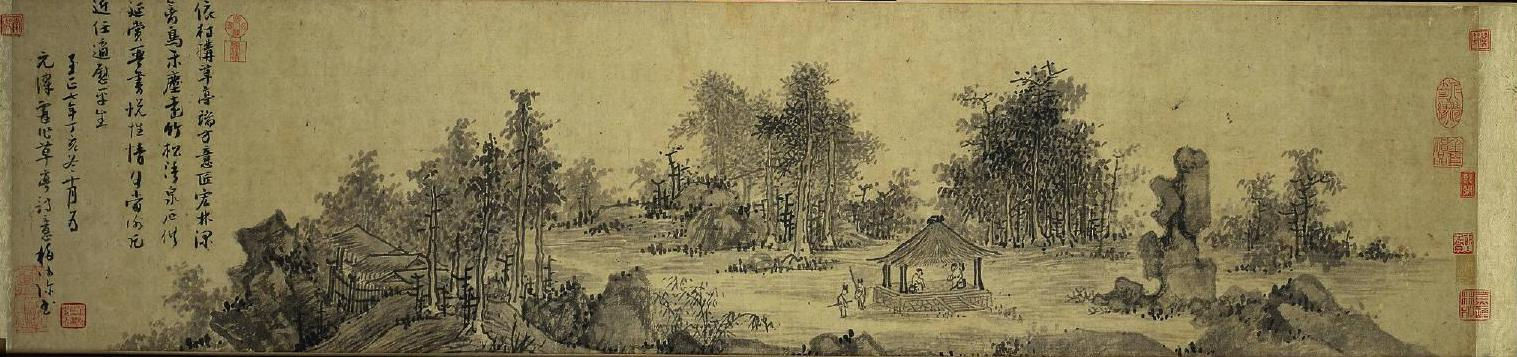
У Чжэнь. Поэтическое чувство в крытой соломой беседке. 1347 г. Музей искусства, Кливленд.

Вслед Линь Хэцзину, который в одном из своих стихов писал: «Друг — мне журавль, а дикая слива — жена», У Чжэнь отдаётся поэзии дикой сливы. Он обсаживает свой дом сливовыми деревьями, и ежегодное весеннее любование их цветением становится кульминационным праздничным моментом в его монотонной и размеренной жизни. Мэйхуа — «цветущая слива» — становится впоследствии его псевдонимом — «Мэйхуа даожэнь», « Мэйдаожэнь», или «Мэйхуашан».
Не располагая достатком, У Чжэнь, подобно другому «корифею эпохи Юань» — Хуан Гунвану, занимается гаданием, искусством «прочтения и предсказания жизненного пути» (бушу), при этом нередко выезжает в близлежащие Цзясин и Улинь (Ханчжоу). Основную часть времени он отдаёт поэзии, каллиграфии, живописи и музыке. Художник ведёт уединённый, почти отшельнический образ жизни. Единственными более или менее постоянными друзьями, собеседниками и ценителями его искусства являются монахи из близлежащих даосских и буддийских монастырей. У Чжэнь и сам подписывал свои работы псевдонимами «Даос» или «Монах» по прозванию «Цветущая слива».
Его живопись долгое время не пользовалась известностью. Во многом этому способствовали свойственная ему замкнутость и принципиальный отказ от живописи на заказ. Один из биографов минской эпохи сообщал о нём такую анекдотическую подробность: «Мэйдаожэнь по характеру своему был одиноко высок, бескрайне естественен, вечно нуждался в хорошей бумаге для живописи. Многим были известны странности художника. Они улучали возможность заранее разложить на столе листы первосортной бумаги. В какой-то момент движимый своим внутренним порывом, У Чжэнь бросался к столу и начинал рисовать. Только таким путём можно было заполучить картину его кисти». В действительности же он продавал свои картины, иначе бы ему было не выжить, однако большой период жизни они не имели успеха.

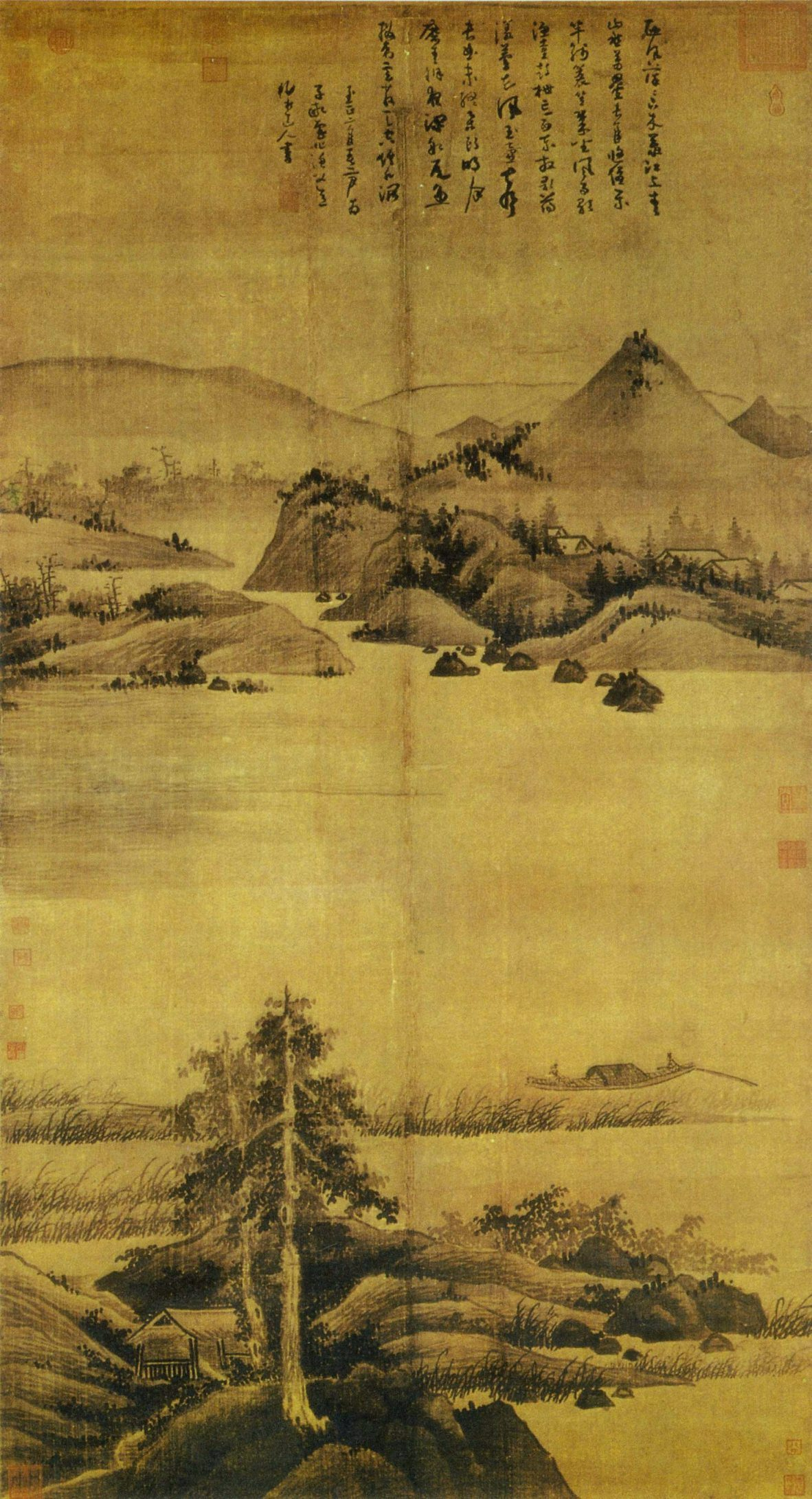
У Чжэнь. Рыбак. 1342 г. Гугун, Тайбэй.

Ближайшим соседом У Чжэня был известный и успешный юаньский художник Шэн Моу, однако его не смущало это соседство, поскольку он исповедовал совсем другую философию творчества. На первых своих картинах У Чжэнь неизменно делал приписку «Игра тушью» (моси), указывая тем самым на преемственность традиций «независимых» мастеров сунского времени. Своё творческое кредо художник выразил в надписи на одной из своих работ: 
«Так называемая „игра тушью“ создаётся учёными на досуге от занятий, когда вдруг у них возникает желание передать настроение минуты. По мнению критиков, такая живопись отличается особой свободой, раскованностью. Как-то на картине Чэнь Цзяньчжая с изображением монохромной сосны я прочёл стихотворную надпись: „Идея-суть выражена сполна, сходства в красках не требуется совсем. Такое дано в прошлой жизни Цзюфану“. По мне тут выражено подлинное понимание живописи».
Большое значение для У Чжэня приобретают творческие контакты с Хуан Гунваном, Ни Цзанем и Ван Мэном., ведущими художниками-интеллектуалами того времени, которые были близки ему по духу и творческим устремлениям. Известно, например, что в 1338 году У Чжэнь написал для Хуан Гунвана картину «Вид горы Чжуншань». Сохранились также тексты надписей Ни Цзаня и Хуан Гунвана на отдельных его произведениях, и тексты самого У Чжэня на работах Ван Мэна.
В последние годы жизни творчество У Чжэня получило признание. Имея возможность всецело заниматься искусством, художник безвыездно жил в Вэйтане. Здесь же в 1354 году он умер и был погребён недалеко от своего дома. Незадолго до смерти У Чжэнь сочинил и написал табличку для своей могилы: "Усыпальница монаха по прозванию «Цветущая слива».

## Творчество
Изначально творчество У Чжэня основывалось на работах прославленных мастеров пейзажа эпохи Северная Сун — Го Си, Ли Чэна, Дун Юаня, Цзюйжаня. Он очень долго изучал их, и приблизительно к 50-и годам выработал свою манеру.
У Чжэнь писал пейзажи и бамбук. Его пейзажи, как правило, это обычные речные сценки с непременным рыбаком — жанр, который весьма соответствовал своему времени, поскольку выражал человеческое стремление к спокойствию и надёжности, бегству от отталкивающих сторон общественного бытия. Особенности его пейзажей можно вывести методом исключения, то есть, описав то, что ему не присуще: драматические эффекты, экспрессивные человеческие фигуры, применение формальных средств, характерных, например, для живописи его современника Шэн Моу — более динамичного мазка и более динамичных форм. Пейзажи У Чжэня проникнуты настроением спокойствия, которое китайские литераторы обозначают словом «пиньдань» — ровность, пресность.
Идеальным примером сказанному может служить картина «Рыбак» созданная в 1342 году (Национальный дворцовый музей, Тайбэй). Поэма, написанная художником на верхней части свитка посвящена рыбалке, сама картина — нет. Человек, сидящий в лодке у переднего края берега, задумчиво смотрит на низкие горы и лунный свет, разливающийся по водной глади, а лодочник отдыхает, отложив весло. Композиция опирается на устойчивую горизонталь, нарушаемую только вертикалями деревьев; поверхность земли сформирована невысокими холмами с единственной треугольной горой вверху справа, которая кажется далёким эхом треугольных верхушек деревьев. Домики вверху справа в свою очередь выглядят эхом уединённого прибежища внизу слева. Эти взаимоотношения форм, растянувшиеся по диагонали картины, выражают чувство одиночества и отчуждённости; это ещё один приём, используемый в речных пейзажах, для передачи смыслового посыла людям юаньской эпохи.

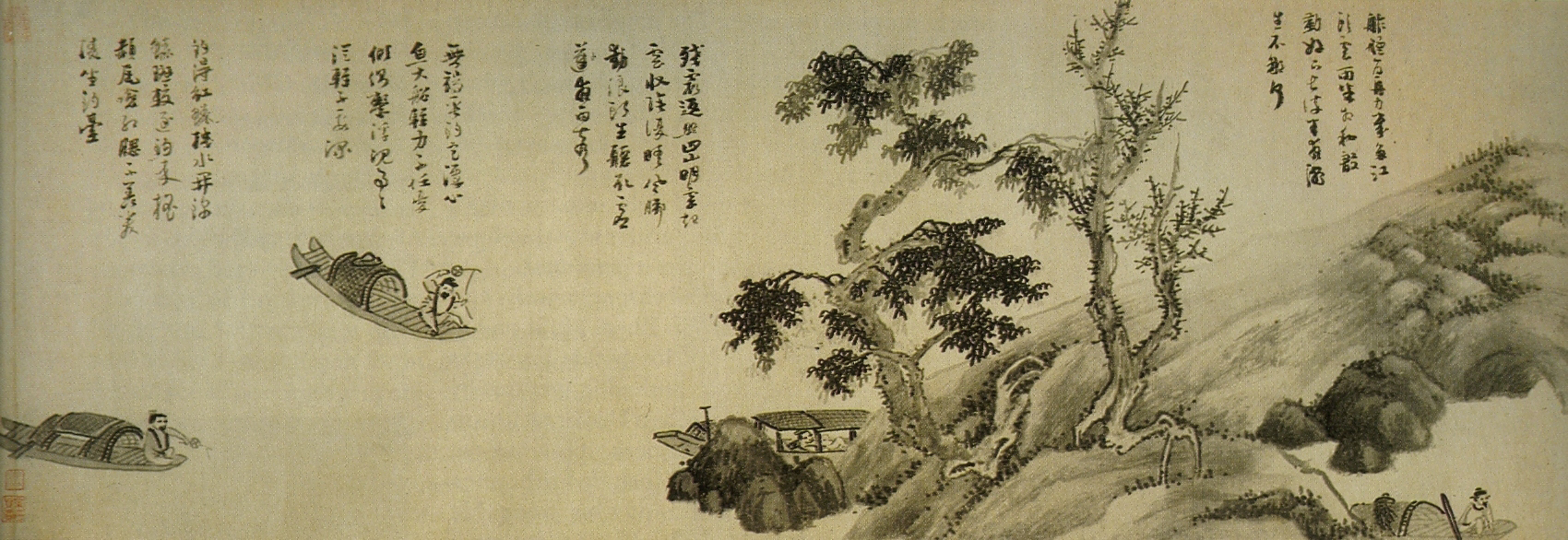
У Чжэнь. Рыбаки. Деталь свитка. ок. 1340 г. Галерея Фрир, Вашингтон.

Работа кистью У Чжэня ограничена несколькими разновидностями мазка, но во всех случаях широкого и прямого, выполненного кистью такого типа, которая при нажатии оставляет ровный след. Китайцы называют это «круглой» работой кисти, в отличие от «остроконечной», которую применял, например, Шэн Моу.

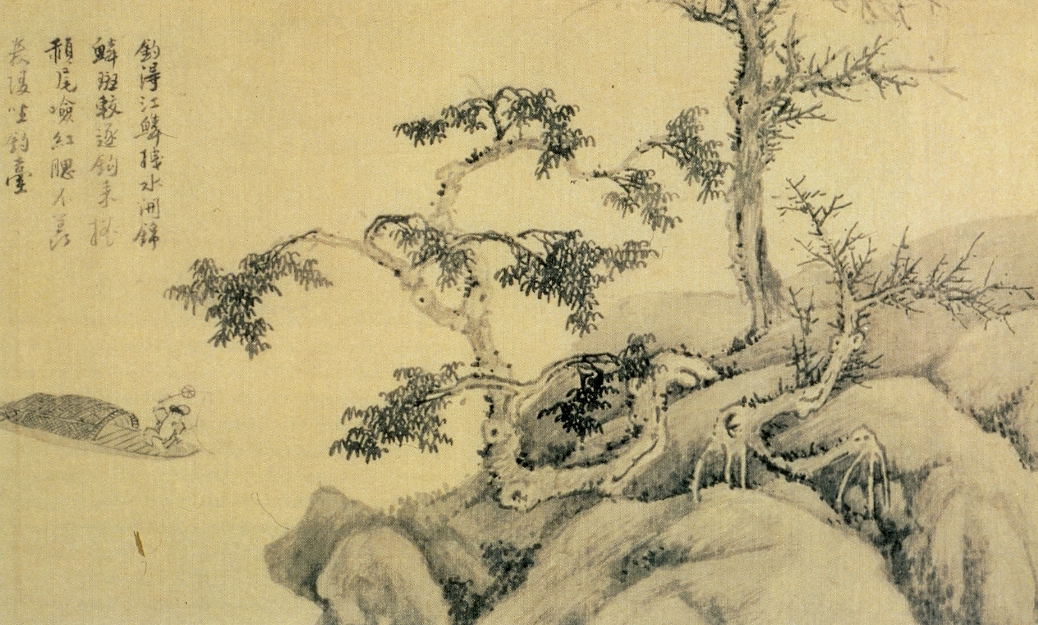
У Чжэнь. Рыбаки. Деталь свитка. 1345 г. Музей Шанхая.

Другой, но едва ли не самый известный его свиток «Рыбаки», является версией картины пейзажиста X века Цзин Хао, которая принадлежала У Чжэню; он существует в двух вариантах. Один ныне находится в Галерее Фрир, и датируется примерно 1340 годом, другой хранится в музее Шанхая, не датирован художником, но сопровождён колофоном, написанным в 1345 году земляком У Чжэня — У Гуанем, для которого эта картина, видимо, и была написана, поскольку на ней стоят его печати. У Гуань был богатым коллекционером и художником-любителем, восторгавшимся работами У Чжэня, и вполне вероятно, увидев раннюю версию картины, попросил сделать другую для себя. Оба варианта «Рыбаков» не идентичны в композиции; более ранний несет на себе следы импровизаций и правки, начисто отсутствующие в позднем. На каждом свитке изображены рыбаки в лодках, и каждый сопровождён четырёхстрочным стихом, сочинённым в размере «Песни рыбака». Рыбалка в юаньской поэзии и живописи стала метафорой отшельничества, бегства от жизненных трудностей. Фигуры учёных-рыболовов всем своим поведением и позами показывают, что они оказались на реке вовсе не для того, чтобы поймать рыбу; они либо спят, либо любуются природой, либо перекликаются друг с другом, либо просто гребут веслом. Только один человек почти в самом конце свитка занят рыбной ловлей.

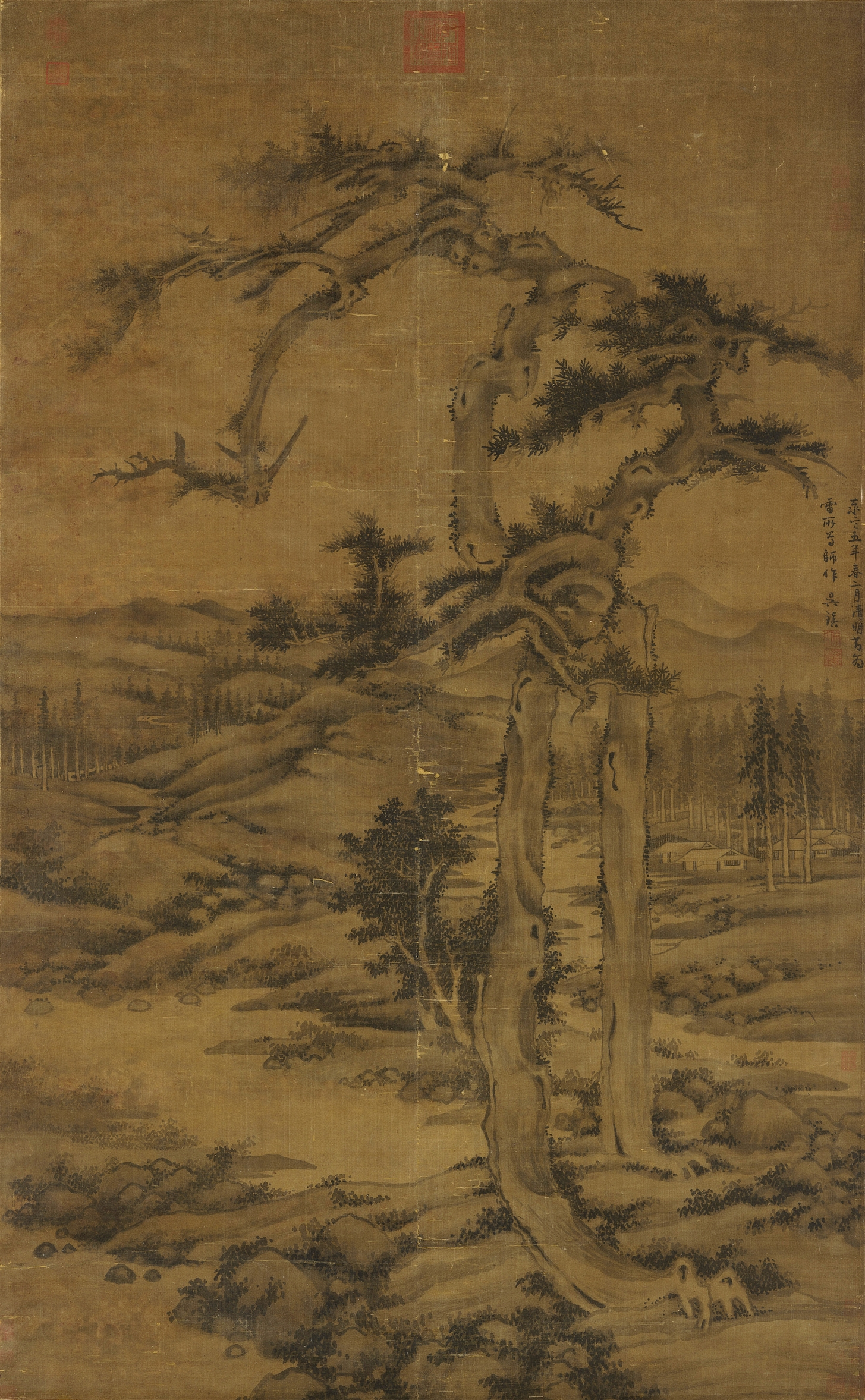
У Чжэнь. Две сосны. 1328 г. Гугун, Тайбэй.

У Чжэню принадлежат не только пейзажи с рыбаками, он писал и пейзажи несколько иного характера, как например «Две сосны» из Национального музея Тайбэя. На картине есть надпись «Исполнено в феврале пятого года правления Тайцзин (1328) в праздник Цимин в дар мастеру Лэй Соцзуню», то есть художник написал её в 49 лет. Это произведение считают одним из самых удачных в раннем творчестве художника. На переднем плане изображены два кряжистых дерева, за которыми виден горный поток. Несмотря на то, что картина называется «Две сосны» изображены не сосны, а два можжевеловых дерева. У Чжэнь в этой работе копирует композиционную манеру Ли Чэна и Го Си, которые первыми стали изображать на переднем плане драматически изогнутые деревья, а технические приёмы работы кисти позаимствовал по большей части у Цзюй Жаня и Дун Юаня.
У Чжэнь с удовольствием занимался написанием бамбука, продолжая жанр, традиционный для живописи ученых, и добился в этом искусстве большого успеха. Основная часть из дошедшего до нас творческого наследия художника представляет собой именно картины с изображением этого растения. В жанре монохромного бамбука ему удалось достичь небывалого единства слова, живописи и каллиграфии, создать образцы нового в китайском искусстве синтетического произведения. Он считал себя учеником Вэнь Туна, и внёс большой вклад в развитие и закрепление живописной традиции изображения бамбука, в том числе и в области теории. Его теоретические высказывания вместе с положениями выдвинутыми в своё время Су Ши (1136—1206), а затем Ли Канем (1245—1320) лежат в основе поэтики этого жанра. Рисуя бамбук, У Чжэнь стремился передать мгновенное впечатление, в отличие от сунских мастеров, стремившихся выразить его вневременную суть. В рисунке ствола мастер использовал прямую и крепкую, как в архаическом письме «чжуань» линию, а при изображении веток приёмы скорописного письма с характерными для него резкими поворотами кисти.

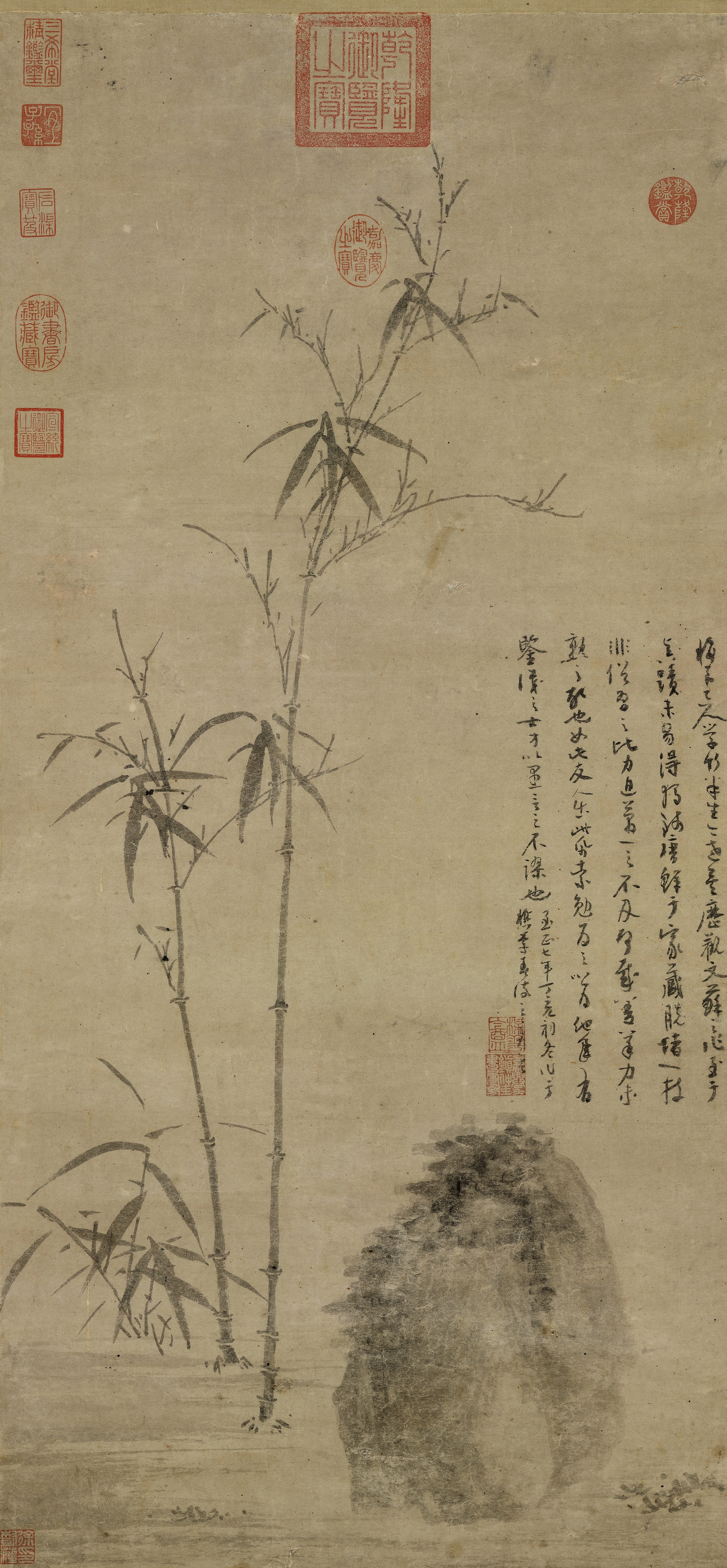
У Чжэнь. Ростки бамбука возле камня. 1347 г. Гугун, Тайбэй.

В своей надписи, сделанной на не характерной для него, глубоко трогательной картине «Ростки бамбука возле камня» (1347 г., Гугун, Тайбэй), он сообщает, что изучал живопись бамбука половину своей жизни, а теперь стал старым. Он видел много работ приписывавшихся Вэнь Туну и Су Ши, но подлинники были среди них редки. Одно исключение — работу Вэнь Туна «совершенно непохожую на вульгарную манеру (подделок)» он видел в собрании семейства Сяньюй. Но, несмотря на все попытки воспроизвести её, У Чжэнь не смог достичь «десяти тысяч» её превосходств, потому что его кисть ещё не созрела «как видно в этой (картине)». Это обычное для интеллектуалов выражение скромности выглядит особенно неудачным в случае с картиной «Ростки бамбука возле камня» — то, чего достиг художник в этом произведении, не встречается ни в одной работе Вэнь Туна или какого-либо другого сунского мастера. Выразительные свойства бамбука (впрочем, как и пейзажа) были расширены художником так, что его изображения стали передавать широкий спектр чувств или идей: от агрессивного пыла до меланхолии и одиночества. Настроение картин У Чжэня обычно тяготеет ко второму концу спектра. В «Ростках бамбука возле камня» ощущается какая-то бедность и заброшенность, или что-то в этом роде, эти робкие ростки вызывают даже чувство жалости и сострадания.
У Чжэнь при жизни был мало известен среди современных ему художников, но только в минскую эпоху, когда Шэнь Чжоу и другие живописцы стали учиться на его работах, и восторгаться им, его фигура среди юаньских художников приняла, возможно, даже несколько преувеличенные размеры.